# ジロ・デ・イタリア 1954
ジロ・デ・イタリア 1954は、ジロ・デ・イタリアの37回目のレース。1954年5月21日から6月13日まで行われた。全22区間。全行程4331km。

## 総合成績
|    | 選手名                     | 国籍     | 時間            |
| -- | -------------------------- | -------- | --------------- |
| 1  | カルロ・クレリーチ         | スイス   | 129時間13分07秒 |
| 2  | ユーゴ・コブレ             | スイス   | + 24分16秒      |
| 3  | ニーノ・アッシレッリ       | イタリア | + 26分28秒      |
| 4  | ファウスト・コッピ         | イタリア | + 31分17秒      |
| 5  | ジャンカルロ・アストルア   | イタリア | + 33分09秒      |
| 6  | フィオレンツォ・マーニ     | イタリア | + 34分01秒      |
| 7  | ヘリット・フォールティング | オランダ | + 35分05秒      |
| 8  | パスクアーレ・フォルナーラ | イタリア | + 36分21秒      |
| 9  | フリッツ・シェーア         | スイス   | + 40分51秒      |
| 10 | アンジェロ・コンテルノ     | イタリア | + 41分07秒      |

## マリア・ローザ保持者
| 選手名                     | 国籍     | 区間     |
| -------------------------- | -------- | -------- |
| ファウスト・コッピ         | イタリア | 第1      |
| ジュゼッペ・ミナルディ     | イタリア | 第2-第4  |
| ヘリット・フォールティング | オランダ | 第5      |
| カルロ・クレリーチ         | スイス   | 第6-最終 |

## 山岳賞
| 山岳賞 | ファウスト・コッピ                                                                      |
| 2位    | ジャンカルロ・アストルア                                                                |
| 3位    | プリモ・ヴォルピ マウロ・ジャンネシ ヴィンチェンツォ・ロッセッロ アンジェロ・コンテルノ |